# Крулёва-Польска
Крулёва-Польска (пол. Królowa Polska) — село в Польше, входит как административная единица в состав гмины Камёнка-Велька, Новосонченский повят,  Малопольское воеводство.
Расположена на юго-востоке страны в самой западной части Лемковщины на высоте 398 м.
Население — 593 человека (на 2021 год).

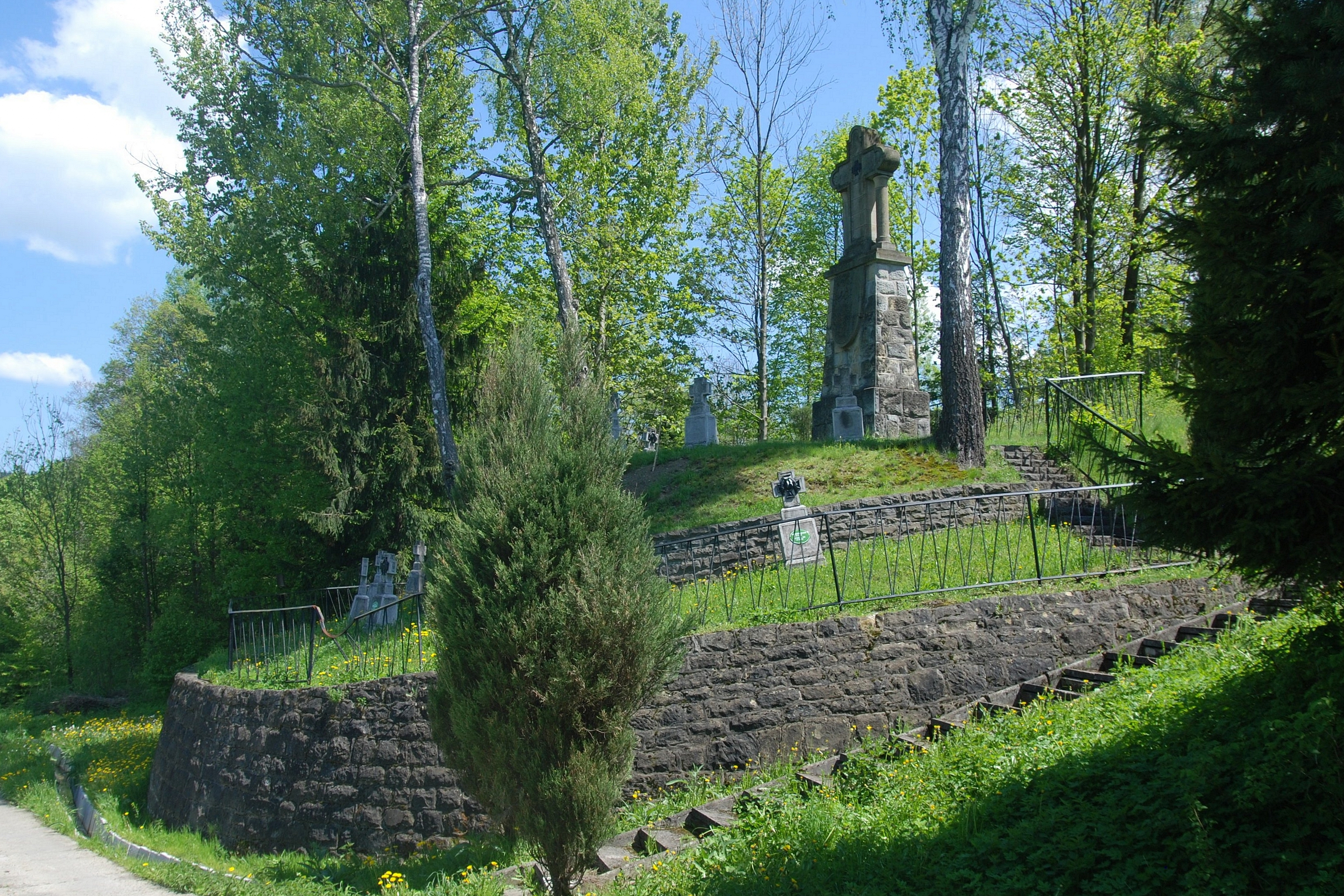
Военное кладбище жертвам Первой мировой войны

Впервые упоминается с конца XVI века.
Ранее Крулёва Гурна или Королева Русская.
В 1975—1998 годах входило в состав Новосонченского воеводства.